# メイヨー県
メイヨー県（愛: Contae Mhaigh Eo、英: County Mayo）は、アイルランドのコノート地方の県。県都はカスルバー。2016年の人口は128,245人。アイルランド島の32県のうち面積では2番目に大きく、人口に関しては15番目に多い。また、コノート地方5県においては人口、面積ともに2番目の規模である。

## 地理
メイヨー県およびコノート地方における最高地点は標高814mのミューリア山。県北東部には鮭釣りで有名なモイ川が流れ、西海岸沖には国内最大の島・アキル島がある。

## 産業
イチゴの産地である。
コリブガス田 (Corrib gas project) がある。

## 主な都市
- カスルバー
- バリナー
- ウェストポート
- クノック

観光地のコングは大きな町ではないが、メイヨー県にある。